# Приветное (Херсонская область)
Приветное (укр. Привітне) — село в Виноградовской сельской общине Херсонского района Херсонской области Украины.
Почтовый индекс — 75108. Телефонный код — 5542. Код КОАТУУ — 6525085005.

## Население
Население по переписи 2001 года составляло 479 человек.

### Языковой состав
Родной язык населения по данным переписи 2001 года:
| Язык       | Численность, чел. | Доля     |
| ---------- | ----------------- | -------- |
| Украинский | 468               | 97,70 %  |
| Русский    | 10                | 2,09 %   |
| Другое     | 1                 | 0,21 %   |
| Итого      | 479               | 100,00 % |

## Местный совет
75140, Херсонская область, Алёшковский район, село Тарасовка, Садовая улица, 99.